# Excelsis (groupe)
Pour les articles homonymes, voir Excelsis (homonymie).
Excelsis est un groupe de power metal suisse, originaire de Koppigen, à Berne. En 1997, ils publient leur premier album studio indépendant, Anduin the River. En 2001, l'album Tales of Tell est auto-produit et publié. En 2008 sort l'album Standing Stone qui comprend un son folk metal. Ils publient ensuite les albums Vo chrieger u drache (2013), Chrieger Lieder (2014), et Tod u Vergäutig (2016).

## Biographie
Excelsis est formé en 1996 Koppigen, à Berne, en Suisse. L'année suivante, en 1997, ils publient leur premier album studio indépendant, Anduin the River ; il est enregistré et mixé par Many Mourer aux Sphinx Studios. L'album, incorporant pour la première fois le dialecte suisse allemand, est publié à l'international par le label Shark Records.
En 2001, l'album Tales of Tell est auto-produit et publié. À cause d'un budget restreint et une distribution limitée, l'album n'est pas un grand succès. Le groupe continue dans sa lancée avec la sortie de l'album The Legacy of Sempach en 2005. Finalement, le groupe participe à quelques festivals comme le Metalcamp Open Air en Slovénie, le End of Dayz Festival en République tchèque, le Metal Dayz en Suisse, et l'Eternity of Rock Open Air, et le Night of the Cross Festival en Italie. Ils partageront aussi la scène avec notamment Accept, In Extremo, Schandmaul, Haggard, Rage, Subway to Sally, Skyclad, Gurd, Dornenreich, Wintersun, Annihilator, Iron Savior, Pertness, et Hammerfall.
En 2008 sort l'album Standing Stone qui comprend un son folk metal. Grâce à Eluveitie, ils arrivent à convaincre Chrigel Glanzmann de participer à l'album. Le label Non Stop Music Records distribue l'album en Suisse, et Twilight Records obtient un contrat de distribution à l'international. À cette période, ils jouent en concert avec notamment Korpiklaani, Finntroll, Black Messiah, Finsterforst, Samael, et Sepultura dans des festivals comme le Fiesta Pagana, Eluveitie and Friends (2011), Forefathers Festival, et le Viking/Pagan Festival. 
En avril 2013, le groupe publie sa chanson Heathen Princess issue de son prochain album Vo chrieger u drache à paraitre la même année, en juillet. L'album est mixé et masterisé par Christoph Brandes aux Iguana Studios. L'année suivante, en 2014, le groupe sort un album acoustique intitulé Chrieger Lieder. À la fin de 2015 sort l'album Tod u Vergäutig.

## Membres

### Membres actuels
- Rölu - guitare, chœurs, flute
- Ädu - claviers, chœurs
- Küsu Herrmann - batterie, talerschwingen (depuis 1996)
- Münggu Beyeler - chant, guitare, cornemuse, flute, harpe, (depuis 1996), basse (2002-2006)
- Mäk - basse (depuis 2006)

### Anciens membres
- Geige Gygax - basse, chœurs (1996-2002)
- Simon « Simu » Müller - guitare, chœurs (1996-2009)
- Daniela Beyeler - claviers, chœurs (1996-?)